# Merahna
Merahna est une commune de la wilaya de Souk Ahras en Algérie, située sur la RN 81, à environ 25 km au sud-est de Souk Ahras et à environ 20 km à l'ouest de la frontière tunisienne.

## Géographie

### Situation
Le territoire de la commune de Merahna se situe à l'est de la wilaya de Souk Ahras.
| Ouillen            | Khedara         | Heddada    |
| Ouillen, Zaarouria | Merahna         | Sidi Fredj |
| Taoura             | Taoura, Heddada | Heddada    |

### Localités de la commune
La commune de Merahna est composée de vingt localités :
- Aïn Hadjar
- Aïn Kani
- Aïn Karoura
- Aïn Maalem
- Aïn Oum Teboul
- Aïn Rachech
- Anaraf Abbès
- Dhra Mira
- El Hfour
- El Koudia
- El Kraïef
- El Merdja
- Essaf Saf
- Fidh Chamia
- Kariet Djebar Amor (chef lieu de la commune)
- Kef Etrab
- Labiar Chaabet Atkat
- Lehmima Ras Fetni
- Oum Ettouboul
- Sidi Sabeur
- houfret jahid
- eldix

## Administration
Le maire de la ville est suspendu de ses fonctions par le wali le 28 avril 2020 dans le cadre d'accusations d'« octroi de concessions injustifiées dans le domaine des marchés publics » et  de « dilapidation de l'argent public et abus de fonction ».

## Personnalités liées à la commune
- Mostapha Boualleg, né à Merahna-Souk Ahras, homme politique algérien, député tête de liste de la wilaya d'Alger, y est né[4],[5],[6].